# Proteina del retinoblastoma
La proteina del retinoblastoma (o semplicemente pRb o Rb) è una proteina soppressore tumorale identificata nel 1991 che è stata trovata non funzionante in numerosi tipi di cancro. La normale funzione di Rb è di bloccare la cellula in uno stadio del ciclo cellulare prevenendone errate o dannose divisioni. Così, quando Rb è difettosa, alcune cellule mutate possono continuare a dividersi indisturbate dando origine ad un tumore.
Rb fu così chiamata perché fu scoperto che il retinoblastoma (un cancro della retina tipico dei bambini, con insorgenza precedente ai 5 anni di età) si sviluppava quando entrambi gli alleli del gene RB1 (il gene che codifica la proteina Rb) erano inattivati da una mutazione. La "p" nella sigla pRB sta invece ad indicare che solitamente è presente nella cellula come fosfoproteina. Rb è fosforilata da numerose chinasi come descritto in seguito. 
Rb, nel nucleo cellulare, si trova legata ad un fattore di trascrizione, a sua volta legato alla doppia elica chiusa del DNA.

## Biochimica
Il gene RB1 è un oncosoppressore localizzato sul cromosoma 13. La proteina del retinoblastoma p105RB da esso codificata, può essere o nella forma ipofosforilata (attiva) o iperfosforilata (inattiva). La forma attiva è caratterizzata dal fatto che p105RB mantiene complessato nella sua struttura il fattore di trascrizione E2F inibendo il ciclo cellulare. Mentre, la forma inattiva è caratterizzata dal fatto che non mantiene complessato nella sua struttura il fattore di trascrizione E2F favorendo il ciclo cellulare. 
Nelle forme mutate del RB, il fattore di trascrizione E2F è sempre libero (in quanto pRB è inattivo e non lo lega), pertanto il ciclo cellulare non è controllato.

## pRb e ciclo cellulare
Rb inibisce la progressione del ciclo cellulare quando è defosforilata, mentre lo promuove quando è fosforilata. Rb è attivata quando la cellula sta finendo la mitosi (fase M) attraverso una fosfatasi che lo defosforila, permettendogli di legare E2F.
Quando invece è giunto il momento per la cellula di entrare in fase S, un complesso di chinasi ciclina-dipendente (CDK) e ciclina fosforilano Rb, facendolo staccare da E2F. La prima fosforilazione è fatta dal complesso Ciclina D/CDK4,6 ed è seguita da quella del complesso Ciclina E/CDK2. Rb rimane fosforilata durante le fasi S, G2 ed M.
La fosforilazione di Rb permette la dissociazione di E2F-DP da Rb, rendendo il fattore di trascrizione attivo. Quando E2F è libero attiva la trascrizione di geni che codificano per cicline (come le Cicline E e A), che faranno procedere il ciclo cellulare attivando le CDK specifiche, ed anche per proteine chiamate Antigene nucleare delle cellule in proliferazione, o PCNA, che aumenta la velocità di duplicazione del DNA e la sua riparazione, aiutando la DNA polimerasi a legare il DNA.
pRb evita che le cellule con il DNA danneggiato procedano attraverso il ciclo cellulare in fase S (fase di sintesi), o in fase G1 (prima fase di accrescimento). Rb lega ed inibisce fattori di trascrizione della famiglia E2F. Il fattore di trascrizione E2F è un dimero formato da una proteina E2F e una DP . L'attivazione del complesso E2F-DP (e di conseguenza la serie di trascrizioni di DNA in RNA) introduce la cellula nella fase S. Finché E2F-DP è inattivato la cellula rimane in stallo in G1. Dunque, quando Rb è legata a E2F, il complesso agisce come soppressore della crescita cellulare. Il complesso Rb-E2F/DP, inoltre, attira un enzima detto istone deacetilasi (HDAC) che con la sua azione sulla cromatina sopprime ulteriormente la sintesi di DNA (necessaria perché la cellula si duplichi).

### Transizione G1/S
In questo punto, interviene il complesso cicline-CDK, il cui compito è quello di determinare la iperfosforilazione ed inattivazione della proteina p105RB codificata dal gene RB1. Le cicline implicate in questo evento sono soprattutto le classi D1, D2, D3, della ciclina-D, la quale viene prodotta durante la fase G1, ma nella fase S non è più possibile ritrovarla. La ciclina-D, si lega alla CDK4, il complesso risultante, determina la iperfosforilazione del RB ed il rilascio del fattore di trascrizione E2F. Il fattore di trascrizione E2F viene rilasciato e favorisce l'entrata della cellula nel ciclo cellulare. Inoltre, alcuni fattori di crescita come il TGF-β e la p53, favoriscono l'aumento delle concentrazioni di p16, la quale blocca le CDK ed il ciclo cellulare. Altri fattori di crescita come il PDGF e l'FGF, favoriscono l'attivazione delle CDK.

### Transizione G2/M
Il fattore di trascrizione E2F, precedentemente rilasciato da pRB, favorisce la formazione del complesso ciclina-A-CDK2 che agisce sia a livello della mitosi che della profase, nella quale il complesso ciclina-B-CDK1 favorisce la degradazione dell'involucro nucleare e consente l'avvio della mitosi. Inoltre questi ultimi due complessi, comportano la separazione dei centromeri e l'addossamento dei cromosomi. Successivamente, la cellula va incontro a divisione.